# Хьойон
Ким Хьо-йон (на корейски: 김효연; Коригирана романизация на корейския език: Kim Hyo-yeon) е южнокорейска таньорка, певица и DJ. Става известна като главна танцьорка на популярната група Гърлс Дженерейшън.

## Биография
Ким Хьойон е родена в Инчон, Южна Корея на 22 септември 1989 година. Израства с родителите си и по-малкия си брат на име Ким Мин-гу.
Хьойон се явява на кастинг за прием в компанията през 2000. В интервю споделя, че майка ѝ я завела на кастинг с надеждата да види любимата си група H.O.T. (първата идол група в кей поп). 4 години след като е приета в компанията, заедно с Че Шиуон от Супер Джуниър е пратена в Пекин, за да учи китайски.
Професионално Хьойон започва да се занимава с танци още в основното училище. В училище за танци, намиращо се в квартала, където живее започва да учи хип-хоп, джас и латино. През 1999 се записва в известното „Winners Dance School“, където специализира различни хип-хоп стилове като попинг и локинг. В училището се запознава с Мин от групата Мис Ей и заедно формират танцовата група „Little Winners“. Дуото изпълнява свои танци на различни мероприятия и през 2004 са забелязани от HipHoper.com.
През следващите години Хьойон се учи при „The Electric Boogaloos“ и хореографи като Ким Хье-ранг, „Poppin Seen“ и „Crazy Monkey“ и други. Работи също заедно с един от хореографите на Джъстин Тимбърлейк, с Джанет Джаксън и още няколко чуждестранни хореографа. 

## Кариера

### Самостоятелни дейности
През март 2010 Хьойон играе камео роля в драмата „Oh! My Lady“ заедно с Джесика Чонг и Суйонг. През октомври следваща година е потвърдено, че ще участва във втория сезон на шоуто „Invincible Youth“ заедно със Съни. В шоуто участва от 11 ноември 2011 до 17 ноември 2012 година. Хьойон се присъединява към втория сезон на „Dancing with the Stars“ през април 2012. Тя и партньорът и Ким Хьон-сок завършват на второ място. През октомври същата година заедно с още няколко членове на различни групи от Ес Ем реализират песента „Maxstep“ като реклама за Хюндай.
През януари 2013, Хьойон е гост в шоуто „Blind Test Show 180 Degrees“, където е предизвикана да танцува на различни стилове на клуб музиката. През май 2013 е избрана за азиатския посланик на модната марка „Topshop“. През юни заедно с Юри стават треньори в шоуто „Dancing 9“, а заедно с Кай и Лей от Ексо представят танц като част от специално изпълнение. През юни 2014 заедно с Тифани и Шиндонг от Супер Джуниър гостуват в шоуто на Джесика и Кристал Чонг.
През февруари 2015 участва в клипа на „Shake That Brass“ на Амбър от f(x), където свири на тромпет. През март участва в изпълнението на мъжката група S в шоуто „Immortal Songs 2“. През май става ясно, че Хьойон ще започне свое реалити шоу по OnStyle озаглавено „Hyoyeon's One Million Likes“. Първия епизод е излъчен на 11 юни 2015. През май 2015, заедно със Съни става част от екипа на корейското-китайско шоу „Star Advent“. Шоута проследява 12 корейски и китайски звезди, които трябва да работят като офис служители в чужди страни. Премиерата на шоуто е на 9 юли. През юли Хьойон става първата от Гърлс Дженерейшън, която издава книга. „Hyo Style“ разкрива тайните на Ким относно грима, модата и живота. Книгата е придружена и DVD. През септември се обявява, че Хьойон, Со Ин-йонг, Мир от MBLAQ, Хьечонг от АОА и Слийпи от Untouchable ще бъдат участници в шоуто „Mash Up“, в което се изявяват като Диджеи. На 11 септември рапърът Васко реализира видео към песента „Whoa Ha!“ с нейно участие..
През февруари 2016 става MC на шоуто „Get It Beauty“. През юни 2016, заедно с Темин от Шайни, Бора от Систар, Хоя от Инфинит и Момо от Twice участва в шоуто „Hit The Stage“, в което звездите работят с професионални танцьори, за да изпълняват различни по жанр таци по дадена тема. 
В средата на 2016 година Хьойон участва в песента на Ким Тейон „Up & Down“, част от втория ѝ миниалбум „Why“. През август, заедно с Мин от Мис Ей и Джо Куон от 2AM формират групата Triple T и реализират сингъл „Born to Be Wild“ с участието на Пак Джи-йонг (JYP), част от проекта SM Station. През декември Хьойон издава първата си солова песен озаглавена „Mystery“, която е отново част от Station. За да промотира сингъла си, Ким участва в музикални шоуто и започва ново собствено шоу „Hyoyeon's 10 Million Likes 2“.

### Кариера с Гърлс Дженерейшън
Гърлс Дженерейшън са осем членна група състояща се от Хьойон, Тейон, Съни, Юри, Суйонг, Юна и Сохьон.
Групата дебютира официално на 5 август 2007 с песента „Into New World“ като девет членна група (Джесика Чонг напуска през 2014), но пробивът им идва през 2009 с хита им „Gee“. Година по-късно правят и своя дебют на японска сцена. Групата днес е една от най-популярните корейски групи в света и „националната група на Южна Корея“

## Личен живот
На 3 април 2014 става ясно, че Хюйон има романтична връзка с писателя Ким Джун-хьон от две години, но няколко дни преди това, на 1 април двойката се е разделила, заради инцидент, при който тя го е ударила случайно и той е съобщил на полицията.
Хюйон е близка със Сохьон от Гърлс Дженерейшън, Амбър от f(x) и Мина от Мис Ей. Мин У от групата Shinhwa я посочва като следващата БоА.

## Дискография
| Заглавие на песен | Година | Допълнителна информация                      |
| ----------------- | ------ | -------------------------------------------- |
| „Maxstep“         | 2012   | Заедно с Ънхьок, Темин, Хенри, Кай и Лухан   |
| „Up & Down“       | 2016   | Песен на Ким Тейон, част от миниалбума „Why“ |
| „Born to be Wild“ | 2016   | песен на Triple T                            |
| „Mystery“         | 2016   | първа солова песен; част от SM Station       |
| „Punk Right Now   | 2018   |                                              |
| „Badster“         | 2019   |                                              |
| „DESSERT“         | 2020   | Заедно с Loopy и Jeon Soyeon                 |
| „Second“          | 2021   | Заедно с BIBI                                |

| Заглавие | Година |
| -------- | ------ |
| „DEEP“   | 2022   |

## Филмография

### Филми
| Година | Заглавие                                             | Роля    |
| ------ | ---------------------------------------------------- | ------- |
| 2012   | „I AM“ (биографичен филм за Ес Ем Таун)              | себе си |
| 2015   | „SMTown The Stage“ (документален филм за Ес Ем Таун) | себе си |

### Сериали
| Година | Заглавие               | Роля  |
| ------ | ---------------------- | ----- |
| 2008   | „Unstoppable Marriage“ | камео |
| 2010   | „Oh! My Lady“          | камео |

### Шоута
| Година      | Заглавие                      | Допълнителна информация                  |
| ----------- | ----------------------------- | ---------------------------------------- |
| 2007        | „Cutie Honey, Mini Musical“   | заедно с Джесика и Юри                   |
| 2011 – 2012 | „Invincible Youth 2“          | част от участниците заедно със Съни      |
| 2011        | „Dalgona“                     | заедно с Юри и Суйонг                    |
| 2012        | „Dancing with the Stars 2“    | част от участниците                      |
| 2013        | „Blind Test Show 180 Degrees“ | гост                                     |
| 2013        | „Dancing 9“                   | треньор заедно с Юри                     |
| 2014        | „Jessica & Krystal“           | гост заедно с Тифани и Шиндонг           |
| 2015        | „Immortal Song 2“             | участник                                 |
| 2015        | „Hyoyeon's One Million Likes“ | първо собствено шоу                      |
| 2015        | „Channel Girls' Generation“   | заедно с останалите от Гърлс Дженерейшън |
| 2015        | „Mash Up“                     | участник                                 |
| 2016        | „Get It Beauty“               | MC                                       |
| 2016        | „Star Advent“                 | участник                                 |
| 2016        | „Hit The Stage“               | участник                                 |
| 2016        | Hyoyeon's 10 Million Likes    | собствено шоу                            |

### Музикални видеа
| Година | Заглавие           | Допълнителна информация |
| ------ | ------------------ | ----------------------- |
| 2015   | „Shake That Brass“ | Песен на Амбър          |
| 2015   | Whoa Ha!           | Песен на Васко          |
| 2016   | „Mystery“          | Първи солов сингъл      |

### Като водещ
| Година | Заглавие                | Допълнителна информация                  |
| ------ | ----------------------- | ---------------------------------------- |
| 2008   | „Star Live Power Music“ | заедно с останалите от Гърлс Дженерейшън |
| 2009   | Mnet's The M            | гост-водещ заедно с Джесика и Съни       |
| 2012   | „Show! Music Core“      | гост-водещ с Сохьон и Йонгхуа (CNblue)   |
| 2013   | „M! Countdown“          | гост-водещ с Юри                         |